# Trevor Pinnock
Trevor David Pinnock (Canterbury, 16 de diciembre de 1946) es un director de orquesta y clavecinista británico.

## Primeros años de vida
Estudió en el Royal College of Music y debutó en 1966 con la orquesta Gallard en el Royal Festival Hall. En 1972 fundó el grupo The English Concert, orquesta especializada en la interpretación de la música del Barroco y del Clasicismo con instrumentos originales y criterios estilísticos fieles a la época.

## The English Concert
Es conocido por fundar en 1972 y dirigir durante 30 años la orquesta The English Concert, especializada en interpretación de música del Barroco y del Clasicismo.
En noviembre de 1972 el Galliard Trio se expandió para convertirse en The English Concert, una orquesta especializada en interpretaciones de música del Barroco y del Clasicismo en instrumentos de época. La orquesta comenzó inicialmente con siete miembros, pero pronto creció en tamaño. Pinnock dice de la fundación del conjunto:
"Lo que realmente tenía en mente era un viaje de descubrimiento hacia lo desconocido. Aunque sentía que había excelentes interpretaciones de la música barroca realizada en instrumentos modernos, sentí que habíamos llegado al final de la carretera, y sin embargo sabía que aún había descubrimientos que debían realizarse. Estaba pensando en los interesantes experimentos de Nikolaus Harnoncourt y Gustav Leonhardt, aunque sabía que tendríamos que experimentar a nuestra manera. Fue un desafío enorme. Tocar instrumentos del período no era tan fácil como lo es hoy, y descubrir sus secretos era un proceso difícil. Hoy en día se ha alcanzado un nivel técnico extraordinariamente alto y las próximas generaciones no tienen ninguno de los problemas que enfrentamos. Acabamos el camino."
Leonard Bernstein dijo de sus interpretaciones: "En mi opinión, la obra del director Trevor Pinnock en esta área es particularmente emocionante. ¡Sus interpretaciones de Bach y Händel me hacen saltar de mi asiento!".[cita requerida]
El estreno de Londres del conjunto tuvo lugar en el festival inglés de Bach en 1973. En 1975, Pinnock tocó el clavicordio en la primera representación de la última ópera de Rameau, Les Boréades, bajo John Eliot Gardiner. Recorrió Norteamérica con The English Concert por primera vez en 1983. Había pasado dos períodos anteriores como artista en residencia en la Universidad Washington de St. Louis. Su debut en The Proms fue en 1980. Más tarde dirigió el oratorio Salomón de Händel en 1986 y muchas otras obras de gran escala con su orquesta. Actuaron en todo el mundo y realizaron numerosas grabaciones, dirigiendo Pinnock "con una energía y un entusiasmo característicos que se comunican fácilmente al público". El Coro del conjunto fue al principio un grupo ad hoc de cantantes reunidos según se necesitaba, originalmente en 1983 para la primera representación del siglo XX de la obra de Rameau Acante et Céphise. Se convirtió en un coro estable a mediados de los años noventa en el momento en que estaban realizando la Misa en si menor de Bach. Esto permitió al conjunto realizar regularmente óperas barrocas, oratorios y otras obras vocales.
Dirigió The English Concert, generalmente desde el clavicordio o el órgano de cámara, por más de 30 años, decidiendo, con los otros miembros de la orquesta, trasferir la dirección al violinista Andrew Manze en 2003. Explicó la decisión de la siguiente manera:
"Hay otras cosas que quiero desarrollar. Habiendo trabajado con The English Concert 18-20 semanas al año, me había sacrificado tocando el clavicordio bastante más de lo que quería. Tuve que tomar la decisión de seguir adelante. Había algunos proyectos en solitario que quería hacer, y quería tomar la decisión ahora en lugar de esperar hasta después de los 60 que era demasiado tarde para hacer la mitad de ellos. [...] Hay una riqueza de repertorio de teclado que quiero volver a visitar. Deseo sobre todo volver al rico repertorio inglés como Tomkins, Byrd, Bull y Gibbons."

## Otras actividades
Además, fue director artístico de National Arts Centre Orchestra y fundó The Classical Band en Nueva York.
Desde su renuncia a dirigir The English Concert en 2003, ha continuado su carrera como director, dirigiendo las mejores orquestas y compañías operísticas del mundo. Además, ha tocado como clavecinista solista en conjuntos de música de cámara y ha sido director de varios grupos formados por estudiantes de conservatorio. Ha ganado el premio Gramophone, en la categoría de música barroca, en 2001, por su grabación de las Partitas de Bach.
De 1991 a 1996 fue director artístico de la National Symphony Orchestra de Canadá.
Como intérprete del clave es muy interesante su versión de las Variaciones Goldberg BWV988 de Johann Sebastian Bach, que grabó en 1980. Trevor Pinnock pone en duda que sea una obra que haya que escuchar de principio a fin y propone oírla por fragmentos.
Desde 2007, Pinnock dirige el European Brandenburg Ensemble, entidad dedicada a la música barroca — de carácter no permanente — y con la que Pinnock ha realizado grabaciones discográficas que han obtenido el galardones como el Grammophon Award de 2008 por su serie de los Conciertos de Brandemburgo de Bach. También ejerce como eventual docente en la Royal Academy de Londres, Mozarteum de Salzburgo y en la Academia de Artes de Hong Kong.

## Estilo musical
Trevor Pinnock forma parte de los músicos que a partir de la década de los 60 decidieron establecer los criterios artísticos para la práctica interpretativa historicista, usando ediciones originales, instrumentos de época y técnicas instrumentales basadas en los períodos en que aquella música fue escrita. Su repertorio se ha centrado en el período Barroco. Grabó, como clavecinista y director de orquesta, todos los conciertos para clave(s) de Bach para el sello Archiv Produktion. El último disco de esta integral se publicó en 1981.

## Reconocimientos y honores
- ARCM Hons (organ) 1965, FRCM 1996; Hon.FRAM 1988.
- Doctorados Honorarios: Universidad de Ottawa (D. Universidad) en 1993,[2] Universidad de Kent (DMus) en 1995,[3] Universidad de Sheffield (DMus) en 2005.[4]
- En 1992 fue nombrado miembro de la Orden del Imperio británico, en el grado de Comandante.
- En 1998 en Francia, es nombrado Oficial de la Orden de las Artes y las Letras.

## Discografía

### Como director de The English Concert
- Bach, Conc. brand. n. 1-3 - Pinnock/English Concert, 1982 Archiv Produktion
- Bach, Conc. brand. n. 1-6/Suites orch./19 conc. - Pinnock/English Concert, 1978/1982 Archiv Produktion
- Bach, Conc. brand. n. 4-6 - Pinnock/English Concert, 1982 Archiv Produktion
- Bach, Conc. clvc. (compl.) - Pinnock/Gilbert/English Conc., 1981 Archiv Produktion
- Bach, Conc. vl. (compl.) - Standage/Wilcock/Pinnock/English Conc., 1983 Archiv Produktion
- Bach, Conc. ob. de am./vl.,fl.,clvc./vl.,ob. - Pinnock/English Concert, 1984 Archiv Produktion
- Bach, Suites orch. n. 1-4 - Pinnock/English Concert, 1978 Archiv Produktion
- Boyce, Sinf. n. 1-8 - Pinnock/English Concert, 1987 Archiv Produktion
- Corelli, Conc. grossi op. 6 n. 1-12 - Pinnock/English Concert, 1999 Archiv Produktion
- Haendel, Belshazzar - Pinnock/Rolfe Johnson/Auger/Robbin/Engl. Conc., 1991 Archiv Produktion
- Haendel, Composiciones para orquesta - Pinnock/English Concert, 1999 Archiv Produktion
- Haendel, Conc. grosso "Alexander's Feast" HWV 318, Son. a 5 HWV 288, Conc. ob. HWV 287, 301, 302a - Standage/Reichenberg/Pinnock/English Concert, 1985 Archiv Produktion
- Haendel, Conc. grossi op. 6 n. 1-4, Pinnock/English Concert, 1982 Archiv Produktion
- Haendel, Conc. grossi op. 6 n. 5-8, Pinnock/English Concert, 1982 Archiv Produktion
- Haendel, Conc. grossi op. 6 n. 9-12, Pinnock/English Concert, 1982 Archiv Produktion
- Haendel, Conc. grossi op. 3 n. 1-6, Pinnock/English Concert, 1984 Archiv Produktion
- Haendel, Conc. org. completos (n. 1-15) - Preston/Pinnock/English Conc., 1984 Archiv Produktion
- Haendel, Conc. org. op. 7 n. 3-5, op. 4/2 - Preston/Pinnock/English Conc., 1996 Archiv Produktion
- Haendel, Coronation anth./Conc. 2 coros - Pinnock/English Conc./Preston, 1999 Archiv Produktion
- Haendel, Mesías - Pinnock/Auger/Otter/Chance/Engl. Conc., 1988 Archiv Produktion
- Haendel, Mus. acuática n. 1-3/Mus. para los reales fuegos artificiales - Pinnock/English Concert, 1983 Archiv Produktion
- Haendel, Mus. acuática n. 1-3/Mus. para los reales fuegos artificiales/Sonatas y Suites - Pinnock/English Concert, 1983/1996 Archiv Produktion
- Haendel, Grabaciones completas para orquesta - Pinnock/English Concert, 2017 Archiv Produktion
- Haendel, Tamerlano - Pinnock/Bacelli/Randle/Norberg-Schulz/Engl. Conc., 2002 Avie Records
- Haendel/Mozart, Acis und Galatea K. 566 - Pinnock/Bonney/MacDougall/Engl. Conc., 1992 Archiv Produktion
- Haydn, Conc. vl. (compl.); Salomon, Romanza para violín - Pinnock/Standage/English Concert, 1989 Archiv Produktion
- Haydn, Conc. ob., trpt., clvc. - Pinnock/Goodwin/Bennett/English Concert, 1985 Archiv Produktion
- Haydn, Misas n. 6, 12 - Pinnock/Argenta/Robbin/Schade/Engl. Conc., 1992 Archiv Produktion
- Haydn, Misa n. 11/Te Deum - Pinnock/Lott/Watkinson/Davies/Engl. Conc., 1987 Archiv Produktion
- Haydn, Grabaciones completas - Pinnock/English Concert, 2014 Archiv Produktion
- Haydn, Sinf. "Le Matin", "Le Midi", "Le Soir" - Pinnock/English Concert, 1987 Archiv Produktion
- Haydn, Sinf. "Sturm und Drang" - Pinnock/English Concert, 2000 Archiv Produktion
- Haydn, Stabat Mater - Pinnock/Rozario/Robbin/Rolfe J./Engl. Conc., 1989 Archiv Produktion
- Mozart, Conc. ob. K. 314; C.P.E. Bach, Conc. ob. Wq. 165; Lebrun, Conc. ob. n. 1 - Pinnock/Goodwin/English Concert, 1991 Archiv Produktion
- Mozart, Misa K. 317/Vesperae solennes/Exsultate, jubilate - Pinnock/Bonney/Wyn Rogers/Engl. Conc., 1993 Archiv Produktion
- Mozart, Sinf. n. 1-41 - Pinnock/English Concert, 1992 Archiv Produktion
- Pachelbel, Haendel, Avison, Canon and Gigue - Pinnock/English Concert, 1985 Archiv Produktion
- Purcell, Dido and Aeneas - Pinnock/Otter/Varcoe/Dawson/Engl. Conc., 1989 Archiv Produktion
- Purcell, King Arthur - Pinnock/Argenta/Gooding/Perillo/Engl. Conc., 1992 Archiv Produktion
- Purcell, Dioclesian/Timon of Athens - Pinnock/Argenta/Monoyios/Agnew/Engl. Conc., 1995 Archiv Produktion
- Vivaldi, 55 Concerti per archi - Pinnock/English Concert, 2012 Archiv Produktion
- Vivaldi, Conc. con molti istromenti - Pinnock/English Concert, 1996 Archiv Produktion
- Vivaldi, Conc. fiati e archi - Pinnock/English Concert, 2013 Deutsche Grammophon
- Vivaldi, Conc. vl. op. 3 Estro armonico/Conc. fl. op. 10 - Pinnock/Beznosiuk/Engl. Conc., 2005 Archiv Produktion
- Vivaldi, Concerti - Pinnock/English Concert, 1986/1988 Archiv Produktion
- Vivaldi, Discover Vivaldi - Pinnock/English Concert, 2013 Deutsche Grammophon
- Vivaldi, Quattro stagioni/Conc. 2 vl. R.516/Conc. ob. R.548 - Pinnock/English Conc./Standage, 2003 Archiv Produktion
- Vivaldi, Corelli, Scarlatti A., Gloria/Stabat Mater/Nisi Dominus/Salve Reg./Conc. Natale - Pinnock/Chance/English Concert, 1992/1995 Archiv Produktion
- Trevor Pinnock & The English Concert: Complete Recordings on Archiv Produktion - Pinnock/English Concert, 1979/1997 Archiv Produktion

### Como solista de clave
- 1974 - Trevor Pinnock at the Victoria and Albert Museum (CRD Records)
- 1974 - Jean-Philippe Rameau, Harpsichord Pieces, vol. 1 - Suite in A Minor; Suite in E Minor (CRD Records)
- 1975 - Jean-Philippe Rameau, Harpsichord Pieces, vol. 2 - Suite in A minor; La Dauphine; Pièces en Concert (CRD Records)
- 1975 - Johann Sebastian Bach, Sonatas para flauta y clavecín BWV 1030-1032, Sonatas para flauta y continuo BWV 1033-1035, con Stephen Preston, flauta y Jordi Savall, viola da gamba (CRD Records)
- 1977 - 16th Century English Harpsichord and virginals music (CRD Records)
- 1978 - A Choice Collection of Lessons and Ayres (CRD Records)
- 1978 - Johann Sebastian Bach, Toccate BWV 912-910 • Chromatische Fantasie Und Fuge BWV 903 (Archiv Produktion)
- 1978 - Johann Sebastian Bach, Toccate BWV 913, 911, 914, 915, 916 (Archiv Produktion)
- 1979 - Jean-Philippe Rameau, Suite for harpsichord (Vanguard)
- 1979 - Johann Sebastian Bach, Italian Concerto, BWV 971 • Concerto after Vivaldi, BWV 972 • French Overture, BWV 831 (Archiv Produktion)
- 1980 - Johann Sebastian Bach, Goldberg Variations, BWV 988 (Archiv Produktion)
- 1981 - Domenico Scarlatti, Sonatas for Harpsichord (CRD Records)
- 1983 - Georg Friedrich Händel, Air and variations "The Harmonious Blacksmith". 4 Suites for Harpsichord (Archiv Produktion)
- 1984 - The Harmonius Blacksmith. Favourite harpsichord pieces, musiche di Handel, Couperin, Bach, Rameau, Scarlatti and more (Archiv Produktion)
- 1985 - Johann Sebastian Bach, Sonatas para flauta y clavecín BWV 1020, 1030-1032, Sonatas para flauta y continuo BWV 1033-1035, con Jean-Pierre Rampal, flauta y Roland Pidoux, violonchelo (CBS Records)
- 1985 - Johann Sebastian Bach, Partitas (Archiv Produktion)
- 1985 - Georg Friedrich Händel, Trio Sonatas, con Simon Standage y Micaela Comberti, violines, Lisa Beznosiuk, flauta e Anthony Pleeth, violonchelo (Archiv Produktion)
- 1987 - Arcangelo Corelli, Trio Sonatas, con Simon Standage y Micaela Comberti, violines, Anthony Pleeth, violonchelo e Nigel North, archilaúd y tiorba (Archiv Produktion)
- 1987 - Domenico Scarlatti, Sonatas (Archiv Produktion)
- 1998 - Jean-Philippe Rameau, Complete works for harpsichord (CRD Records, Reedición)
- 2000 - Johann Sebastian Bach, Six Partitas. BWV 825-830 (Hänssler Classic, Edition Bachakademie Vol. 115)
- 2000 - Johann Sebastian Bach, Sonatas para violín y clavecín BWV 1014-1019, 1019a, Sonatas para violín y continuo BWV 1021, 1023, con Rachel Podger, violín y Jonathan Manson, viola da gamba (Channel Classics)
- 2005 - Jean-Philippe Rameau, Les Cyclopes. Piéces de Clavecin (Avie)
- 2006 - Johann Sebastian Bach, Sonatas para viola da gamba y clavecín BWV 1027-1029, 1030b, con Jonathan Manson, viola da gamba (Avie)
- 2008 - Johann Sebastian Bach, Sonatas para flauta y clavecín BWV 1020, 1030-1032, Sonatas para flauta y continuo BWV 1033-1035, Sonata para dos flautas y continuo BWV 1039, con Emmanuel Pahud, flauta, Jonathan Manson, violonchelo y Silvia Careddu, segunda flauta (EMI Classics)
- 2011 - Baroque Masterpieces for Harpsichord (Arne)

### Como director del European Brandenburg Ensemble
- 2007 - Johann Sebastian Bach, Six Concertos for the Margrave of Brandenburg, con l'European Brandenburg Ensemble (AVIE Records)